# De bus. Beter dus.
De bus. Beter dus. was een kaartassortiment van vervoerbewijzen voor de stads- en streekbussen in de provincie Noord-Brabant en was onderdeel van de actie 'Goedkoop Openbaar Vervoer' (GOV 2) van de provincie. Het assortiment werd ingevoerd als een proef voor 18 maanden. Het kaartassortiment maakte geen deel uit van het nationaal tariefsysteem.

## Introductie
De actie, en daarmee het kaartassortiment, werd gestart op 1 januari 2009 en liep tot 30 juni 2010. Met ingang van de actie vervielen alle overige kaartjes, zoals het Met-Elkaartje en het Dalurendagkaartje. De GOV-1 actie, is gestart op 1 mei 2008 en voorloper van de GOV-2 actie. In de GOV-1 actie hadden reizigers van 4 t/m 11 jaar en 65 jaar en ouder al kortingen met de Je-blijft-bussen 15-strippenkaart. GOV 1 liep in 2009 over in het kaart-assortiment van GOV 2. Na afloop van de proef is vanaf 1 juli 2010 het Dalurendagkaartje weer geldig.

## Kaartassortiment
- Dagkaart

De dagkaart was alleen te koop op de bus en was geldig tot 05.00 uur de volgende dag. De dagkaart was aanvankelijk alleen geldig in de concessiegebieden van de provincie Noord-Brabant. Vanaf 1 maart 2009 was deze dagkaart ook in het SRE-gebied geldig.
- 15-strippenkaart (Voorheen: Je-blijft-bussen)

Deze strippenkaart was bestemd voor iedereen van 4 t/m 11 jaar en 65 jaar en ouder. Per rit werd 1 strip gestempeld met een waarde van €0,30 waarmee men een uur kon reizen. Duurde de rit langer, dan moest men twee strippen stempelen (sommige streeklijnen). Deze kaart was vanaf de introductie geldig in geheel Noord-Brabant, inclusief het SRE-gebied.
- 45-strippenkaart

Deze kaart was bestemd voor iedereen van 12 t/m 64 jaar. Per rit werden twee strippen gestempeld met een waarde van € 0,60. Voor 09.00 uur werd een extra strip gestempeld. Deze kaart was niet geldig in het SRE-gebied.
- Maandabonnementen

Er waren drie soorten, een maandabonnement, een maandabonnement daluren en een maandabonnement voor lijnen naar Utrecht en Rotterdam. Het abonnement was de gehele dag geldig, het maandabonnement daluren was geldig op werkdagen vanaf 09.00 uur, in het weekend was deze de hele dag geldig. De abonnementen waren aanvankelijk alleen geldig in de concessiegebieden van de provincie Noord-Brabant. Vanaf 5 april 2009 waren de abonnementen ook in het SRE-gebied geldig.
Daarnaast was er een maandabonnement 101, 400 en 401. Dit abonnement was geldig op het gehele traject van de lijnen 101 naar Rotterdam v.v. en de lijnen 400 en 401 naar Utrecht v.v. Tevens was dit abonnement geldig op alle overige lijnen in heel Brabant.

## Verkrijgbaarheid
De kaarten uit het assortiment van De bus. Beter dus, met uitzondering van de dagkaart, waren te koop bij de Servicepunten van Veolia Transport Brabant, Arriva en Hermes Eindhoven. Verder waren deze te koop bij Brabantse postkantoren- en agentschappen, een groot aantal supermarkten en rookwarenshops. De vervoersbewijzen waren niet te koop bij NS-kiosken.

## Uitzondering
Er waren een aantal uitzonderingen op lijnen en -delen, waar de kaarten uit het assortiment niet geldig waren. Veelal waren dit lijnen en -delen van vervoerders uit de omliggende concessie-gebieden.

## Einde
Op 1 juli 2010 liep de proefperiode af. De provincie besloot de proef niet te verlengen en daarmee kwam het assortiment te vervallen. De belangrijkste doelstelling van de provincie was geweest om autorijders en mensen die zelden tot nooit de bus pakken in de bus te krijgen. Hoewel een stijging van het aantal passagiers werd geconstateerd bleek het autogebruik niet verminderd te zijn. Daarmee werden ook de doelen om files te verminderen en CO2 uitstoot te reduceren niet gehaald.
Vanaf 1 juli 2010 werd de dagkaart afgeschaft en deed het Dalurendagkaartje weer zijn intrede. Dit kaartje was in prijs gelijk gelijk aan de Dagkaart maar pas vanaf 9 uur geldig. De overige vervoersbewijzen waren nog beperkt geldig, zodat mensen die nog niet gebruikte kaarten in hun bezit hadden, deze konden opmaken. De abonnementen waren t/m 11 juli geldig, de strippenkaarten t/m 18 juli. Daarna kwam een gelegenheid om ongebruikte, ongestempelde, strippenkaarten na aftrek van administratiekosten op te sturen en restitutie te ontvangen. Klanten met gebruikte kaarten kregen geen tegemoetkoming van de provincie.